# Bély család
A magyarbéli nemes Bély (ejtsd: Béli) család ősrégi Pozsony vármegyei nemesi család. A Pozsony vármegyei Magyarbél az ősi birtokuk, majd Apajon, Rétén, Egyházfán, Tallóson, Hegysúron, Nagymagyarban, Dunaújfalun, Botszegen voltak birtokosok.

## A magyarbéli nemes Bély család származása
A család tagjait oklevelekben 1320-ban 1324-ben és 1347-ben már említik mint nemeseket.
Bély Pétert 1434 és 1478-ban, míg Bély Miklóst 1456-ban említik. Bély Mihály I. Ulászló király 1444. évi dekrétumát írta alá, és 1478-ban is szerepelt a neve. Az ő fia, Tamás a ma is virágzó család őse.
1543-ban Pozsony vármegyében birtokos nemesként volt említve Bély Simon, mint aki tíz jobbágy porta alatti portával bír.
A család leszármazás nem tisztázott 1655-ig.

### Leszármazás az 1655. évi királyi nemesség megerősítésétől
1655-ben Bély Györgynek és fiainak, Györgynek, Andrásnak, Miklósnak és Dánielnek III. Ferdinánd megerősíti ősi nemességüket, és új királyi adományt ad nekik Magyarbélre, a "magyarbéli" nemesi előnév viselésével. Ifjabb György fia Márton volt, az ő fia pedig János. (György testvéreinek leszármazása még nem kutatott.)
Bély János 1755-ben a Győr vármegyei Ásványra (ma Ásványráró része) költözött. A Győr vármegyei nemesség vizsgáló törvényszéken bizonyította, hogy ősei emberemlékezetet meghaladó idők óta bírták nemesi birtokként a Pozsony vármegyei Magyarbélt. Fia, Bély Antal is igazolta nemességét Ásványon 1781, 1790 és 1798-ban.
Antal fia, János szintén igazolta nemességét Ásványon 1809-ben, 1820-ban pedig már fiaival, Vendellel, Józseffel együtt. 1820-ban Bély István és fiai, István, József és Ignác igazolta nemességét Ásványon. A nemesi összeírás Ásványon 1832-ben Bély Jánost, és két Bély Istvánt említ. Vendel szintén igazolva Ásványon 1842 és 1845-ben. Vendel fia, Bély János (1850–1922) Győr vármegye tiszti főügyésze volt 1889-től. Bély János neje nemes Argay Irén (1863–1940), akinek a szülei Argay István (1826–1916), orvos, az 1848-as szabadságharc honvéd, háromféle tudori oklevél tulajdonosa, Győr város törvényhatósági bizottsági tagja, a pápai Szent Silvester- és az Aranysarkantyú-rend lovagja, földbirtokos és Schandl Franciska (1841–1907) voltak.
Vendel öccse, Bély József, pedig Győr vármegye alispánja volt, elhunyt 1879-ben. 1845-ben még István és János volt összeírva Ásványon. Bély József királyi ügyész volt Győrben.
1842-ben Héderváron nemesként volt összeírva Bély György.
Elterjedt nemesi család volt főleg a Csallóköz és Győr környékén.

## A család címere
Kék mezőben, zöld síkon a pajzs bal oldalán álló sisakos páncélos vitéz a pajzs jobb sarka felé repülő fekete madárra nyilaz. Sisakdísz a pajzsban lévő alak (sisakos páncélos vitéz) növekedően. Jobb kezével kardot emel, ballal a derekát fogja. Takarók kék-arany, és ezüst-vörös.